# Monoposthioides mayri
Monoposthioides mayri är en rundmaskart som beskrevs av Christian Wieser och Stephen Donald Hopper. Monoposthioides mayri ingår i släktet Monoposthioides och familjen Monoposthiidae. Inga underarter finns listade i Catalogue of Life.